# Диомед (грамматик)
Диоме́д (др.-греч. Διομήδης) — латинский грамматик второй половины IV века н. э.
Автор книги «Ars Grammatica», которая ценна своими историко-литературными примечаниями, заимствованными у Светония. Была издана у Х. Кейля: «Grammatici latini» (Lpz., 1857).